# Egendom är inte längre stöld
Egendom är inte längre stöld (italienska: La proprietà non è più un furto) är en italiensk komedifilm från 1973 i regi av Elio Petri.
Filmen utgör den sista delen av Petris "trilogia della nevrosi", efter Undersökning av en medborgare höjd över alla misstankar (1970) och Arbetarklassen kommer till paradiset (1971). 

## Rollista i urval
- Flavio Bucci - Total
- Ugo Tognazzi - slaktaren
- Daria Nicolodi - Anita
- Salvo Randone - Totals far
- Mario Scaccia - Albertone
- Gigi Proietti - Paco, argentinaren
- Julien Guiomar - bankdirektören
- Jacques Herlin - banktjänsteman
- Orazio Orlando - Pirelli, polis